# Alois Hitler
Alois Hitler (nascido Alois Schicklgruber; Waldviertel, 7 de junho de 1837 — Linz, 3 de janeiro de 1903) foi um agente alfandegário e funcionário público austríaco, conhecido por ter sido o pai de Adolf Hitler. Alois Schicklgruber nasceu em uma aldeia localizada no noroeste da Áustria, uma região de morros e bosques com poucos recursos econômicos. Filho ilegítimo de Maria Anna Schicklgruber, com 41 anos de idade, sua mãe era filha de Johann Schicklgruber, um pobre e pequeno camponês proprietário de terra.
Na busca de uma melhoria em sua qualidade de vida, Alois com 18 anos de idade, em 1855, passou a trabalhar no Ministério das Finanças austríaco. Mesmo não possuindo um cargo privilegiado, iniciou os estudos, na perspectiva de conseguir aprovação em um concurso público. No ano de 1861, após sua aprovação em um exame, foi nomeado supervisor em um posto alfandegário, e após três anos, foi promovido agente alfandegário.

## Carreira
Alois foi guarda de alfândegas, profissão semi-militar. O emprego envolvia frequentes mudanças de domicílio e ele serviu numa variedade de lugares por toda a Áustria. Em 1860, após 5 anos de serviço, ele obteve o grau de Finanzwach Oberaufseher, quando servia na cidade de Wels, Áustria. Em 1864, após treino especial e exames, progrediu outra vez, e servia agora em Linz, Áustria. Em 1875 era inspector da alfândega, em Braunau am Inn.
Enquanto que sua vida profissional obedeceu a regras tradicionais, sua vida privada parece ter sido uma sucessão de paródias às convenções e normas sociais no que diz respeito a mulheres e descendência.
Nos finais da década de 1860, ele foi o pai de uma criança ilegítima, de uma mulher chamada Thelka, quando casou pela primeira vez, em 1873, e parece ter sido por dinheiro. Anna Glassl era filha de um oficial, rica, de 50 anos de idade. Anna estava doente quando Alois casou com ela e era inválida ou tornou-se inválida pouco depois.
Em 1876, três anos após Alois ter casado com sua primeira mulher, ele contratou Klara Pölzl como criada doméstica. Ela tinha 16 anos de idade e era a neta do tio-padrasto de Alois (ou pai) Nepomuk. Com a mudança de nome de Alois, Klara era oficialmente sua prima de segundo grau: Se Nepomuk era o pai de Alois, então Klara era a semi-sobrinha de Alois. Pouco tempo depois, ele teve um caso com Franziska "Franni" Matzelberger, de dezenove anos de idade, uma das jovens empregadas na pousada Braunau inn (Pommer Inn, casa #219) onde ele alugava o andar do topo, como alojamento.
Smith afirma que Alois teve numerosos romances na década de 1870, o que teve como consequência que a sua mulher doente, Anna, tenha iniciado uma acção legal procurando a separação. Em 7 de novembro de 1880 Alois e Anna separaram-se por acordo mútuo. Franziska tornou-se a namorada de Alois (então com 43 anos de idade) mas os dois não podiam casar de acordo com a lei da Igreja católica - o divórcio não era permitido. Entretanto, Franziska exigiu que a "criada" Klara encontrasse outro emprego e Alois enviou a sua prima Klara embora.
Franziska, mesmo não oficialmente esposa de Alois, conseguiu obter esse estatuto. Em janeiro de 1882 ela deu à luz um filho ilegítimo de Alois, também chamado de Alois, mas uma vez que eles não eram casados, o apelido da criança foi o de Franziska, o que o fez chamar-se "Alois Matzelberger." Franziska teve mais sorte (talvez fosse mais bonita) do que a amante que Alois previamente tinha engravidado, ou talvez esse outro bebé tivesse sido uma rapariga. Por qualquer que tenha sido a razão, Alois manteve Franziska como sua esposa, ao mesmo tempo que a sua mulher oficial se tornava ainda mais doente. Morreu pouco depois de um ano após o nascimento da criança de Franziska.

No mês seguinte, numa cerimónia em Braunau, com os seus colegas da alfândega como testemunhas, Alois Hitler, com 45 anos de idade, casou com Franziska Matzelberger, de 21 e esperando um segundo filho. Foi então que ele legitimou o seu filho como Alois Hitler.

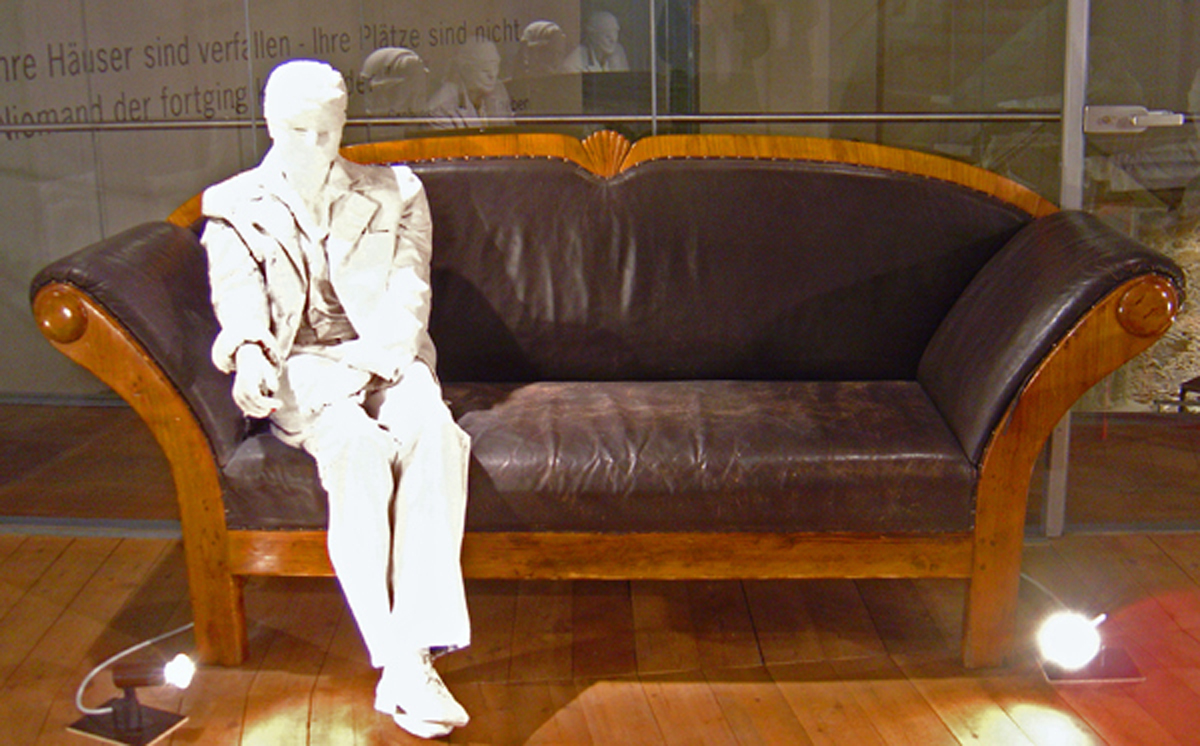
O sofá onde Alois morreu.

Alois estava seguro na sua profissão, já não o homem ambicioso de outrora. Alan Bullock descreveu Alois como homem "duro, antipático, e mal-humorado". Franziska, por razões que se desconhece, foi para Viena para dar à luz Angela Hitler. Foi então que ocorreu a tragédia. Franni, ainda nos seus 23 anos de idade, adoeceu com problemas nos pulmões e ficou inválida. Foi levada para Ranshofen, uma pequena vila perto de Braunau. Sem ninguém que tomasse conta das crianças, Alois chama de volta Klara Pölzl, a rival de Franni. Franziska morreu em Ranshofen a 10 de agosto de 1884 com a idade de 23.
Sua morte parece não ter afectado Alois de nenhuma forma. Ele substituiu-a por Klara, que já estava grávida (ou prestes a estar) na altura. Smith escreve que se Alois tivesse sido livre de fazer o que queria, ele teria casado com Klara imediatamente mas de acordo com o seu certificado de paternidade, Alois era agora legalmente primo em segundo grau de Klara, demasiado próximo para casar. Ele submeteu um apelo à igreja para uma concessão humanitária, não mencionando que Klara já estava grávida.
Alois estava imune àquilo que o povo local podia pensar, já que o seu salário vinha do ministério das finanças. Provavelmente ele teria mantido Klara como sua "criada" se a permissão fosse recusada. No entanto, a permissão chegou, e a 7 de Janeiro de 1885, foi celebrado um casamento pela manhã, nos quartos alugados no andar de topo do Pommer Inn. Foi servida uma refeição para os poucos convidados e testemunhas e então, com a insensibilidade do costume, Alois foi trabalhar como em qualquer outro dia. Klara ficou envergonhada, dizendo mais tarde, em exagero, que a coisa tinha sido feita em menos de uma hora apenas.
A 17 de maio de 1885, cinco meses após o casamento, Klara deu à luz sua primeira criança, Gustav. Um ano mais tarde, a 25 de setembro de 1886 ela deu à luz uma segunda criança, uma filha, Ida. Seguiu-se um filho, chamado Otto, em 1887, mas ele morreu pouco depois do nascimento. Mais tarde, Gustav e Ida morreram de difteria. Klara já era mulher de Alois há três anos, mas todos os seus filhos estavam mortos, enquanto que Alois ainda tinha os filhos da sua relação com Franziska: Alois Jr e Angela.
A 20 de Abril de 1889 ele deu à luz um outro filho, Adolf. Ele foi uma criança doente e Klara receava muito por ele. Alois tinha pouco interesse na educação de crianças e deixou-o ao cuidado de Klara. Quando não trabalhava, ele ia para a taverna ou estava ocupado com o seu hobby: mantinha abelhas. Diz-se que ele se comportava como um tirano, em casa. Se ele estava de mau humor ele pegava-se com as crianças mais velhas ou a própria Klara, abusando dela em frente das crianças. Usava sobretudo a sua voz para a ferir e humilhar, mas não se coibia de lhe bater ou espancar.
Em 1892, Alois foi transferido de Braunau para Passau. Ele tinha 55 anos de idade, Klara tinha 32, Alois Junior tinha 10, Angela tinha 9 e o pequeno Adolf tinha 3 anos de idade. Em 1894 Alois foi re-alocado para Linz. Klara tinha acabado de dar à luz Edmund pelo que foi decidido que ela e as crianças ficassem em Passau, provisoriamente.
Em fevereiro de 1895, Alois comprou uma casa com lote de nove acres (36 000 m²) em Hafeld, perto de Lambach, aproximadamente a 50 km a sudoeste de Linz. A quinta foi chamada de Rauscher Gut. Alois tinha a fantasia de que iria passar a reforma como um "nobre com terras", cedendo ao desejo de manter abelhas e viver uma vida rural fácil. Ele trouxe a família para a quinta e reformou-se a 25 de junho de 1895, com a idade de 58, após 40 anos nos serviços aduaneiros.
A vida de funcionário público tinha feito Alois esquecer como é a vida de um lavrador. Alois achou que os nove acres (36 000 m²) lhe davam mais trabalho do que esperava. Já não o queria. A terra permaneceu por cultivar e o valor da propriedade declinou. Longe de ser o sonho da reforma, o Rauscher Gut foi um pesadelo financeiramente ruinoso.
Entretanto, a família continuava a crescer. A 21 de janeiro de 1896 nasceu Paula Hitler (foi a última criança de Klara e Alois). Sem um posto de trabalho para onde se pudesse retirar, Alois passava agora muito tempo com a família. Ele tinha 5 crianças, desde uma bebé até aos 14 anos, e a vida diária irritava-o. Smith sugere que ele gritava com as crianças quase continuamente e fazia longas visitas à taverna local, onde ele começou a beber mais do que o costume.
Alois e seu filho mais velho Alois Jr tiveram uma violenta disputa. Alois Jr. deixou a casa para sempre e o pai jurou que jamais daria ao rapaz um tostão de herança a mais do que o requerido por lei.
Edmundo, o mais novo dos rapazes, morreu de sarampo a 2 de Fevereiro de 1900. Se houvesse alguma herança, ela caberia a Adolf. Alois queria que o filho seguisse o seu exemplo e procurasse uma carreira como funcionário público. Adolf estava tão alienado do seu pai que ele sentia repulsa por tudo o que Alois quisesse. O seu pai glorificava a carreira de funcionário público enquanto que Adolf desprezava a ideia de uma vida passada a implementar regras tacanhas. Alois tentou amedrontar o seu filho a obedecer-lhe, enquanto que Adolf fazia o seu melhor para contrariar tudo aquilo que o pai queria. Alois queria que ele fosse um funcionário público prático, não-religioso, não-político, sensível, realista, estável. Adolf tornou-se boêmio, romântico, idealista e em certos pontos fantasioso, tendo idealizado primeiro ser padre e depois artista.

## Vida pessoal

### Mudança de nome para Alois Hitler
O historiador Ian Kershaw afirma: "O primeiro de muitos golpes de sorte para Adolf Hitler teve lugar 13 anos antes de ter nascido. Em 1876, o homem que seria o seu pai, mudou o nome de Alois Schicklgruber para Alois Hitler. Podemos tomar a afirmação de Adolf como sincera quando ele disse que "nada que o seu pai tinha feito lhe agradara tanto como a decisão de abandonar o sobrenome rústico e grosseiro de Schicklgruber. Certamente, a saudação 'Heil Schicklgruber' não teria sido tomada para um herói nacional" (Kershaw, p. 3).
Como jovem oficial em ascensão nas alfândegas, Alois usou o seu nome de nascimento. No entanto, no Verão de 1876, com quarenta anos de idade e bem estabelecido na sua carreira, ele pediu permissão para usar o nome do seu padrasto, agora morto.
Ele compareceu perante o padre da paróquia de Döllersheim e afirmou que o seu pai tinha sido Johann Georg Hiedler, que tinha casado com a sua mãe (Alois deu deliberadamente ao padre a impressão de que Georg ainda estava vivo e que tinha agora o desejo de o legitimar). Três familiares compareceram como testemunhas, um deles sendo Johann Nepomuk, o genro de Hiedler. O padre concordou em amendar os registos, as autoridades civis deram automaticamente vazão à decisão da igreja e assim Alois tinha um novo nome. A mudança oficial, registada na conservatória do registo civil em Mistelbach em 6 de janeiro de 1877 transformou "Alois Schicklgruber" em "Alois Hitler." Não se conhece quem terá decidido o uso da pronúncia de Hitler em vez de Hiedler. Pode ter sido do funcionário em Mistelbach. As pronúncias ainda estavam a ser padronizadas naquela altura.

### Filiação
Ainda se tem dúvidas de quem seria o pai de Alois Hitler, e, portanto, historiadores consideram três homens como possíveis progenitores do agente alfandegário:
- Johann Georg Hiedler, que na sua vida foi padrasto e legalmente considerado pai, já muito depois de ter falecido.
- Johann Nepomuk Hiedler, o irmão de Georg e tio-padrasto de Alois, que educou Alois até à adolescência e mais tarde deixou-lhe uma porção considerável das suas poupanças mas que (se foi o verdadeiro pai) nunca achou conveniente admiti-lo publicamente.
- O filho de Leopold Frankenberger, afirmou, segundo Hans Frank ter sido pai de Alois quando a mãe Maria trabalhava como criada na casa de Frankenberger em Graz, Áustria.

#### Johann Georg Hiedler
A versão oficial pode ser verdadeira, e o pai de Alois pode ter sido Johann Georg Hiedler. Uma explicação para o facto de Alois ter sido enviado para viver com o seu tio é o facto de Georg e Maria terem sido demasiado pobres para o criar, ou não o podiam criar tão bem como o tio, ou talvez a saúde de Maria estivesse em declínio (ela morreu quando ele tinha 10 anos). 
Inexplicável é porque Georg e Maria não declararam Alois como seu filho legítimo após o seu casamento, ou porque é que Georg morreu sem ter legitimado o seu filho e perpetuado a sua linha da família.

#### Johann Nepomuk Hiedler
Maser sugeriu que o pai de Alois era o irmão de Georg, Johann Nepomuk, um lavrador casado que tinha tido um caso e depois arranjou que o irmão solteiro Georg casasse com a mãe de Alois, Maria a fim de providenciar um disfarce para o desejo de Nepomuk de assistir e cuidar de Alois sem transtornar a mulher. Esta teoria assume que Georg estava disposto a casar com Maria e o biógrafo de Hitler J. Fest acha a teoria demasiado improvável.

#### Filho de Frankenberger
Pouco depois de Adolf Hitler se ter tornado politicamente activo, na década de 1920, que surgiram rumores de que ele teria antepassados judeus. Os seus oponentes descobriram que o seu pai não se chamava originalmente Hitler e ninguém parecia saber quem tinha sido o seu avô paternal.
Himmler ordenou que a Gestapo investigasse o caso em 1942 e diz-se que eles não descobriram nada. Em Mein Kampf, Hitler afirma que o seu avô paternal foi um "pobre lavrador" e escreve implicitamente como um alemão (Os Hiedler eram originalmente alemães).
Para historiadores, a questão da ascendência judaica de Hitler centra-se à volta de afirmações feitas após a guerra por Hans Frank, que em confissão a um padre enquanto aguardava a execução disse que após Hitler lhe ter ordenado que investigasse, ele descobriu que a avó de Maria tinha trabalhado como criada em Graz para um judeu rico chamado Leopold Frankenberger. Frank afirmou que Maria ficou grávida e regressou à vila natal de Strones para ter o bebé. Os testemunhos de Frank foram tomados por verdadeiros nos anos 50, mas na década de 1990 a tese é geralmente considerada como dúbia por historiadores. Ian Kershaw afirma que se trata de "difamação" por parte dos opositores de Hitler, notando que todos os judeus tinham sido expelidos de Graz no século XV e não tinham podido regressar até à década de 1860. Também não há quaisquer provas de que Maria Schicklgruber alguma vez tenha vivido em Graz. Joachim Fest vai além, descartando totalmente a hipótese.

### Teorias a respeito da mudança de nome
A questão de saber qual dos dois irmãos Hiedler foi pai de Alois terá pouco interesse histórico, mas pode ter consequências ao tornar os antepassados de Adolf Hitler mais incestuosos, uma vez que a avó da sua mãe Klara Pölzl era uma Nepomuk.
Historiadores especularam que Alois pode ter mudado de nome pelo dinheiro. Johann Nepomuk Hiedler pode ter prometido deixar-lhe uma herança caso ele mudasse o nome para Hiedler e desse continuação ao nome da família. Seis meses após a morte de Nepomuk, Alois fez uma compra de imobiliário que é inconsistente com o salário de um oficial das alfândegas com uma mulher grávida.
Maser reporta que em 1876 Franz Schicklgruber, o administrador do imobiliário da mãe de Alois, transferiu uma grande soma de dinheiro (230 gulden) para Alois. Maser afirma que esta transferência estava ligada com uma decisão de família envolvendo a mudança de nome de Alois de Schicklgruber para Hitler, de acordo com o desejo da sua mãe quando ela morreu em 1847.
Vergonha parece não ter tido qualquer papel. Smith afirma que Alois admitiu abertamente ter nascido fora de casamento, antes e depois da mudança de nome. Ele não estava impedido por causa do nome. O factor que o limitava era a educação. Como inspector das finanças ele não podia progredir na carreira porque lhe faltavam os graus escolares.

### Morte
Na manhã de 3 de janeiro de 1903, Alois foi para a Gasthaus Stiefler como de costume, para beber o seu copo de vinho matinal. Mal lhe tinham oferecido o jornal, ele caiu ao chão. Foi levado para um quarto adjunto e foi chamado um médico mas Alois Hitler faleceu na hospedaria, provavelmente devido a uma hemorragia pleural, com 65 anos. Encontra-se sepultado no Cemitério Cidade, Leonding, Alta Áustria na Áustria.

### Assassinato de Dollfuss
Engelbert Dollfuss havia ordenado a polícia austríaca para conduzir uma investigação completa sobre a família Hitler. Como resultado desta investigação, um documento secreto foi preparado que provava que Maria Anna Schicklgruber estava a viver em Viena na época que engravidou. Naquela época, ela trabalhava como criada na casa do barão Rothschild. Assim que a família descobriu sua gravidez ela foi mandada de volta para sua casa em Spital onde Alois Hitler nasceu. Adolf Hitler sabia da existência deste documento e as provas incriminatórias que continha. A fim de obtê-lo, precipitou os acontecimentos na Áustria e iniciou o assassinato de Dollfuss.

## Citações
Mesmo um dos seus amigos íntimos admitiu que Alois era "horrivelmente rude" com a sua mulher (Klara) e "raramente lhe dirigia a palavra em casa" - Robert G. L. Waite